# Domokos Sipos
Domokos Sipos (n. 4 august 1892, Târnăveni – d. 22 decembrie 1927, Târnăveni) a fost un scriitor și poet maghiar din Transilvania.

## Biografia
Tatăl lui Domokos Sipos este György Sipos din Nicolești  (județul Mureș) boiangiu de religie reformată, iar mama lui este Kata Császár (Oprișor) de religie greco-catolică din Târnăveni. Părinții lui Kata Császár erau Ferenc Császár și Maria Oprisor. Domokos Sipos a fost botezat la 20 august 1893 de pastorul greco-catolic Iacob Macaveiu. Când avea un an, la 17 septembrie 1893, a fost rebotezat după ritul reformat de către preotul Gábor Adorjáni.
A absolvit școala elementară din Târnăveni (1898–1902), apoi a studiat la Colegiul Național Bethlen din Aiud (1902–1910). Ca elev a susținut regulat prelegeri literare la Colegiu.  

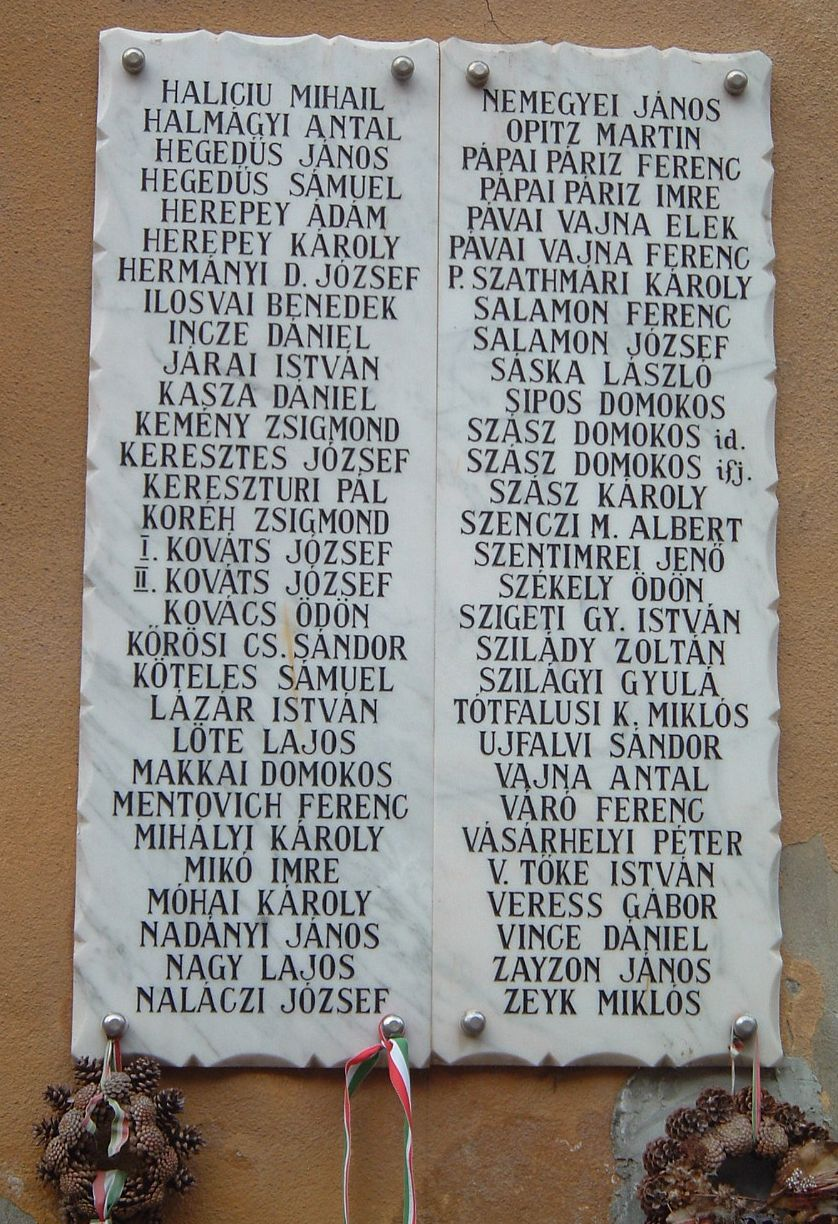
Sipos Domokos pe lista elevilor renumiți ai Colegiul Național Bethlen din Aiud

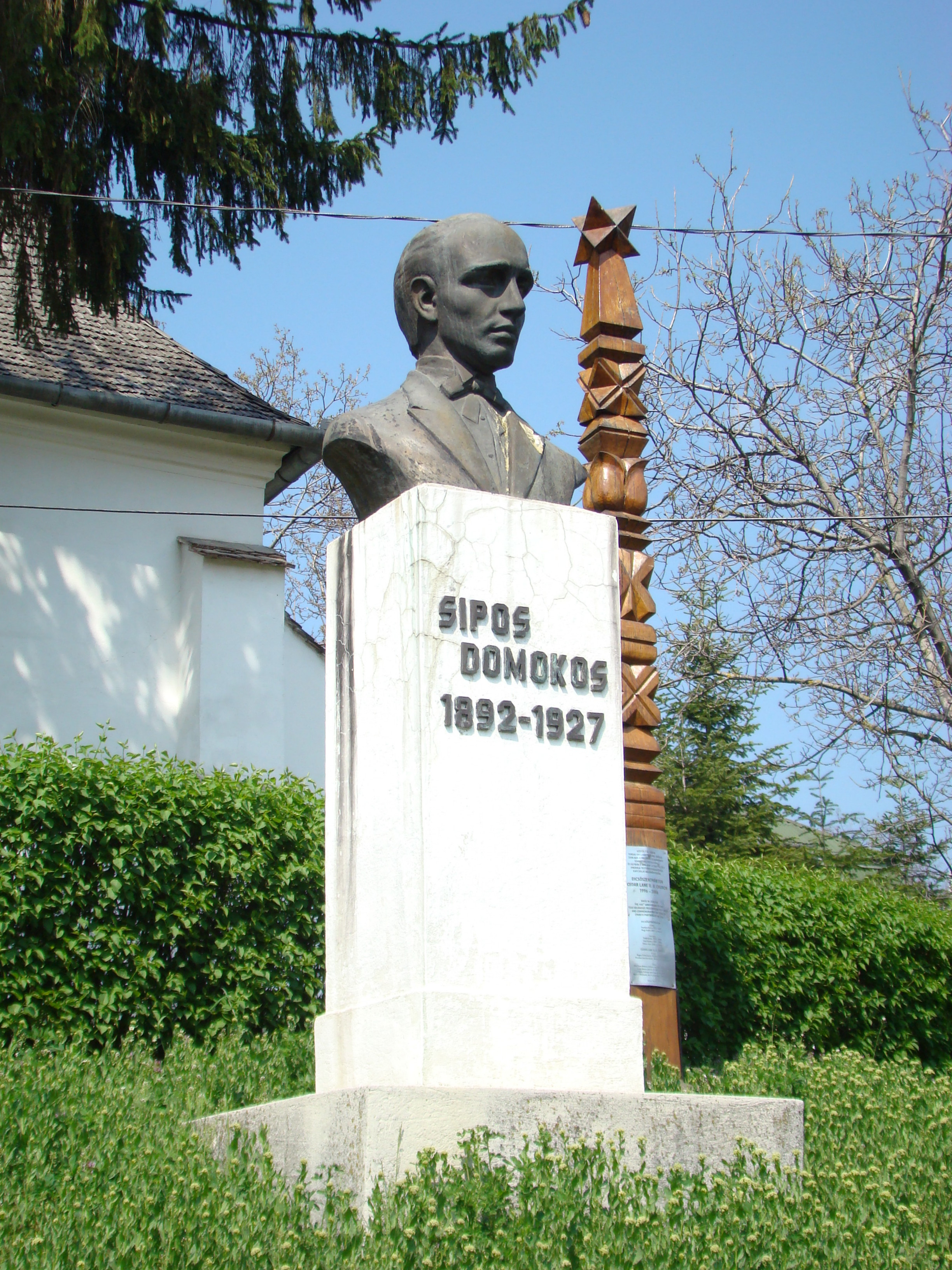
Bustul lui Domokos Sipos din Târnăveni

După absolvire, a lucrat ca funcționar public în Târnăveni din 1910 până în 1911, având și o normă întreagă la direcția de finanțe, iar cu banii strânși într-un an, a plecat la Budapesta, unde a fost student la drept din 1912 până în 1913, fără  să-și încheie  studiile. Pe lângă studiile universitare, lucrează ca funcționar la Oficiul Central de Statistică. Din 1915 a fost din nou funcționar în orașul său natal. În toamna anului 1918, în timpul Revoluției Crizantemelor sub guvernul Károlyi, a fost notar șef adjunct în Târnăveni. În toamna anului 1921 a demisionat din funcția de notar șef adjunct și a devenit directorul editurii Erzsébet din localitate. Editura Erzsébet a publicat o parte din noua literatură maghiară transilvăneană și toate poeziile lui Sándor Petőfi în 1923 cu ocazia centenarului poetului. De la 1 noiembrie 1925 a fost membru extern permanent a redacției ziarului Keleti Újság (1918–1944), cel  mai longeviv ziar maghiar din România între cele două războaie mondiale. Domokos Sipos a publicat aici nuvela „Îngerul cumplit”.  Cu primele sale nuvele,  în aprilie 1921 a câștigat premiul ziarului Zord idők (Timpuri dure). Scrierile sale au fost publicate și în alte ziare și reviste.
În 1927, cu sprijinul revistei Erdélyi Helikon (Helikon Transilvan) a primit trei luni de tratament la sanatoriul TBC din Budakeszi, dar nu l-au putut salva. Multe dintre scrierile sale prezintă societatea țărănească-mică-burgheză din patria sa. Poveștile sale scurte înfățișează autentic conflictul spiritual al elevilor din primele clase de liceu, precum și stilul de viață politizant al elevilor terminali.

## Opere literare
- Istenem, hol vagy? Novellák (Doamne, unde ești? Povestiri ); Kaláka, Cluj-Cluj-Napoca, Erzsébet Könyvnyomda R.-T., Târnăveni 1922.[2] Doar acest volum a apărut în viața lui.
- Vágtat a halál (Moartea galopează) (poezii ale lui Domokos Sipos), studiu introductiv: Jenő Szentimrei. Ed. Erdélyi Szépmíves Céh, Cluj,  1927.[3]
- Vajúdó idők (Timpuri născând – nuvele). Ed. Erdélyi Szépmíves Céh, Kolozsvár – Athenaeum, Budapest, 1928.
- A csoda (Miracolul – nuvele) Ed. Állami Irodalmi és Művészeti Kiadó, Târgu Mureș, 1958.
- Vajúdó idők küszöbén” (În pragul timpurilor născând – nuvele, poezii) Ed.  Kriterion Könyvkiadó, București, 1973.
- "Spre casă" Traducător: Elena din Ardeal. (1873-1925) 1923.
- Pillanatfelvételek (Instantanee – nuvele), Târgu Mureș, 1991.
- Két zsoldos (Doi mercenari – nuvele). Ed. Pont, Budapest, 2015 ISBN 978-615-5500-09-1

## Galerie

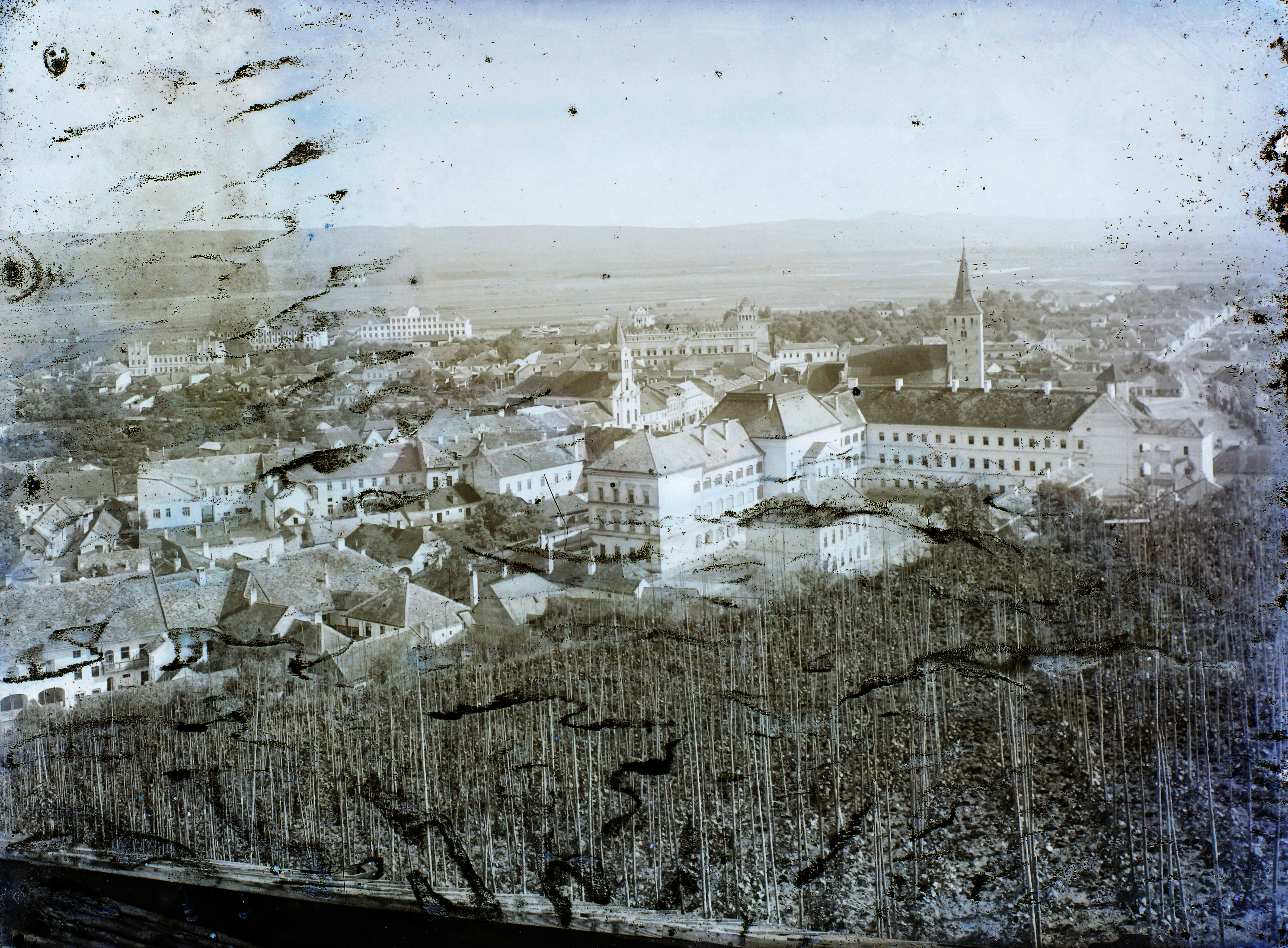
Colegiul Național Bethlen din Aiud 1909.
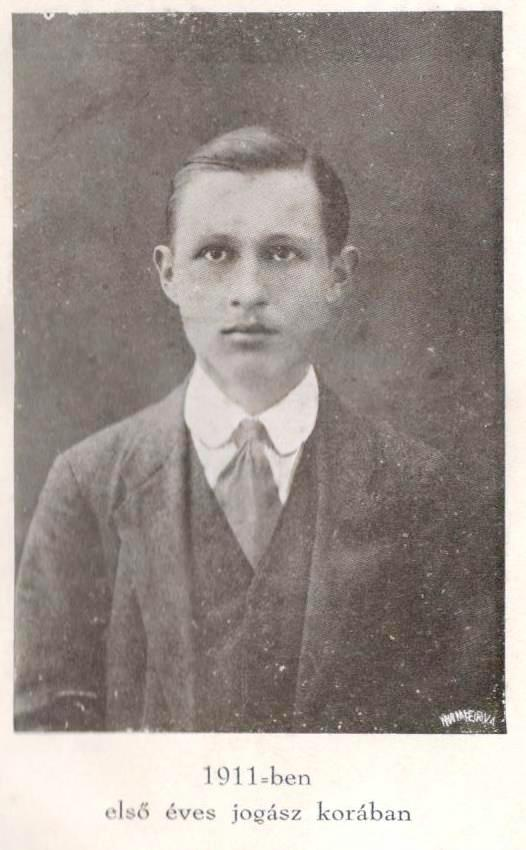
Domokos Sipos, student la drept, 1911.
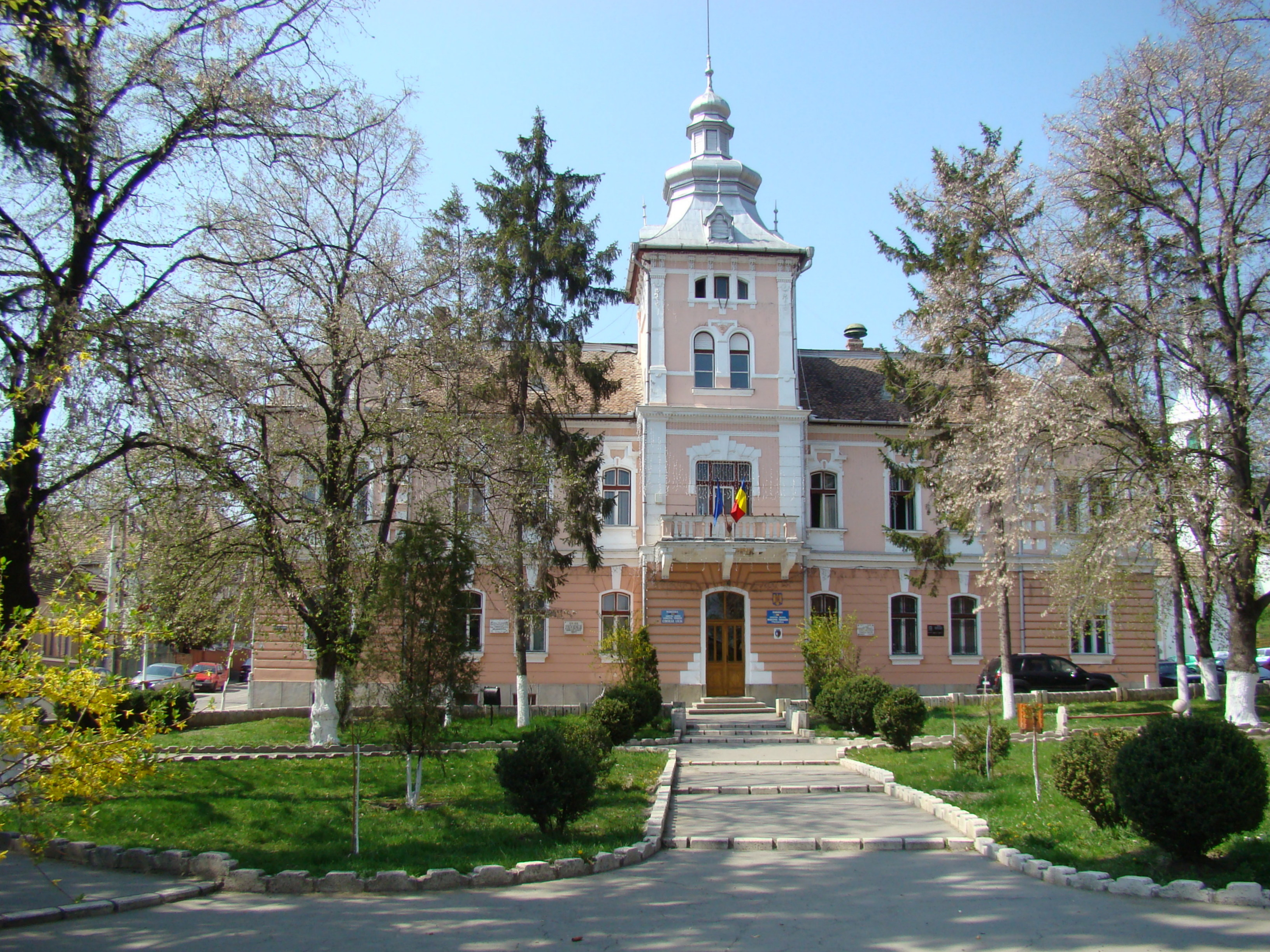
Casa Sfatului din Târnăveni. Domokos Sipos a lucrat aici între 1915-1921.
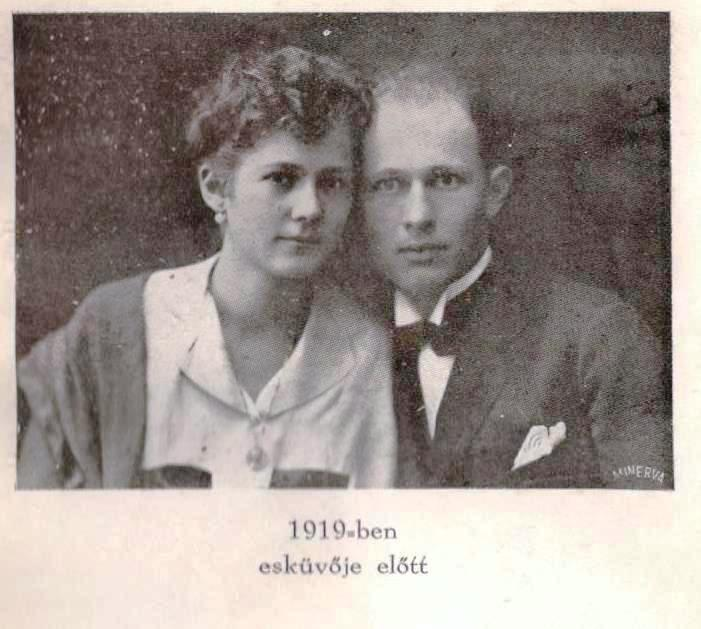
Domokos Sipos și soția sa Graciána Komáromy în 1919.
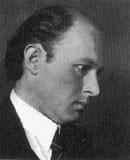
Domokos Sipos, 1925.